# Komárov (ort i Tjeckien, Zlín)
Komárov är en ort i Tjeckien.   Den ligger i regionen Zlín, i den östra delen av landet, 250 km öster om huvudstaden Prag. Komárov ligger 309 meter över havet och antalet invånare är 316.
Terrängen runt Komárov är platt åt sydväst, men åt nordost är den kuperad. Runt Komárov är det ganska tätbefolkat, med 62 invånare per kvadratkilometer. Närmaste större samhälle är Zlín, 11,2 km nordost om Komárov. I omgivningarna runt Komárov växer i huvudsak blandskog.